# Militärinternierte

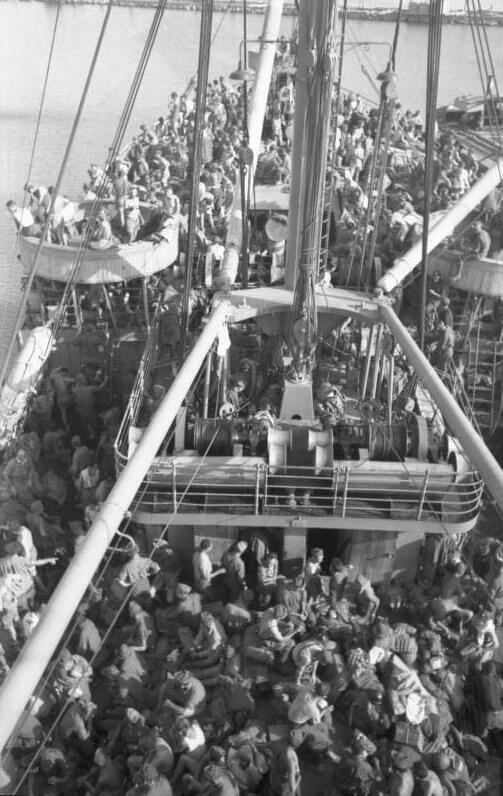
Albanien.- Abtransport entwaffneter, kriegsgefangener italienischer Truppen per Schiff, September 1943

Militärinternierter war ein gegenüber einem Kriegsgefangenen privilegierter Status für bestimmte Gruppen von Soldaten, die im Zweiten Weltkrieg von Deutschland gefangengehalten wurden. Er wurde anfangs für deutschfreundliche Gefangenengruppen aus Ländern verwendet, deren Regierungen mit Deutschland kollaborierten und die keine Kriegsgegner waren, aus Dänemark, der Slowakei und aus Finnland. Eine besondere Lage ergab sich ab 1943 in Italien. Deutschland betrachtete das Mussolini-Regime in Salo als legale italienische Regierung, mit der es sich nicht im Kriegszustand befand, und erkannte die Badoglio-Regierung nicht an. Nachdem Italien mit den Alliierten am 8. September 1943 den Waffenstillstand von Cassibile geschlossen hatte, setzte das Deutsche Reich umgehend Befehle in Kraft, die italienische Armee zu entwaffnen und die Soldaten als „Italienische Militärinternierte (IMI)“ zur Arbeit nach Deutschland zu deportieren. Die italienischen Militärinternierten verstärkten die deutsche Kriegswirtschaft um rund 600.000 Arbeitskräfte. Wer den Arbeitseinsatz verweigerte, wurde als „Kriegsgefangener“ eingestuft. Mit diesen (laut Völkerrecht arbeitspflichtigen) Kriegsgefangenen wurde nicht einheitlich verfahren. Teils wurden sie korrekt nach den Vorschriften des Genfer Abkommens behandelt, teils in Konzentrationslager überstellt, teils zur Zwangsarbeit in die Operationsgebiete an der Ostfront verbracht, teils erschossen.

## Italienische Militärinternierte
Italienischer Militärinternierter (IMI) war die deutsche Bezeichnung für diejenigen italienischen Soldaten, die von September bis November 1943 nach Abschluss des Waffenstillstandes zwischen Italien und den Alliierten von deutschen Truppen gefangen genommen und entwaffnet worden waren. Allerdings galten nur diejenigen als Militärinternierte, die sich weigerten, an der Seite von Hitler und Mussolini den Krieg fortzusetzen. Es handelte sich um etwa 600.000 Mann. Zwar hatte die Wehrmacht ursprünglich geplant, diese Soldaten als Kriegsgefangene zu behandeln, aber auf Befehl Hitlers vom 20. September 1943 wurde der neue Status des Militärinternierten geschaffen. Dieser Status diente dazu, den ehemals verbündeten Soldaten den Status von Kriegsgefangenen zu verweigern, der sie unter den Schutz des III. Genfer Abkommens von 1929 über die Behandlung der Kriegsgefangenen gestellt hätte. Zu diesem Zeitpunkt waren Italien und Deutschland auch nicht im Kriegszustand. Erst am 13. Oktober 1943 erklärte Italien Deutschland den Krieg.

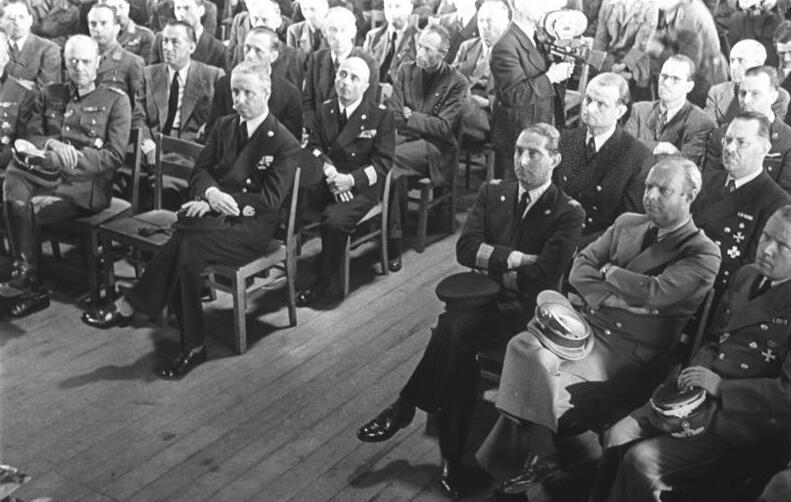
Festakt zur Überführung italienischer Kriegsinternierter in das Zivilarbeitsverhältnis, Propagandaaufnahme, August 1944

Mit dem neu geprägten Begriff war die Wehrmachtsführung in der Behandlung der Gefangenen frei. Die Betreuung durch das Internationale Komitee vom Roten Kreuz war wirkungsvoll verhindert, weil jene offiziell keine Kriegsgefangenen darstellten. Die Militärinternierten wurden in der deutschen Kriegswirtschaft als Zwangsarbeiter eingesetzt, zunächst nur Mannschaften und Unteroffiziere, seit dem zweiten Halbjahr 1944 auch die Offiziere. Sie verrichteten Zwangsarbeit im Reich und den besetzten Gebieten im Osten, innerhalb der Wehrmacht und in Betrieben aller Art. Auch in Internierungslagern und Straflagern lebten italienische Militärinternierte, Ende 1944 waren es 15.000. Die italienischen Militärinternierten wurden durch eine erbarmungslose Ausbeutung ihrer Arbeitskraft, Nahrungsmittelentzug und fehlende medizinische Betreuung teilweise sogar schlechter behandelt als die sowjetischen Gefangenen. Ungefähr 180.000 Mann der Militärinternierten wechselten unter diesem Druck die Seiten und traten als Kampf-, Hilfs- oder Arbeitswillige in deutsche Dienste oder wurden Soldaten für Mussolinis Republik von Salò.

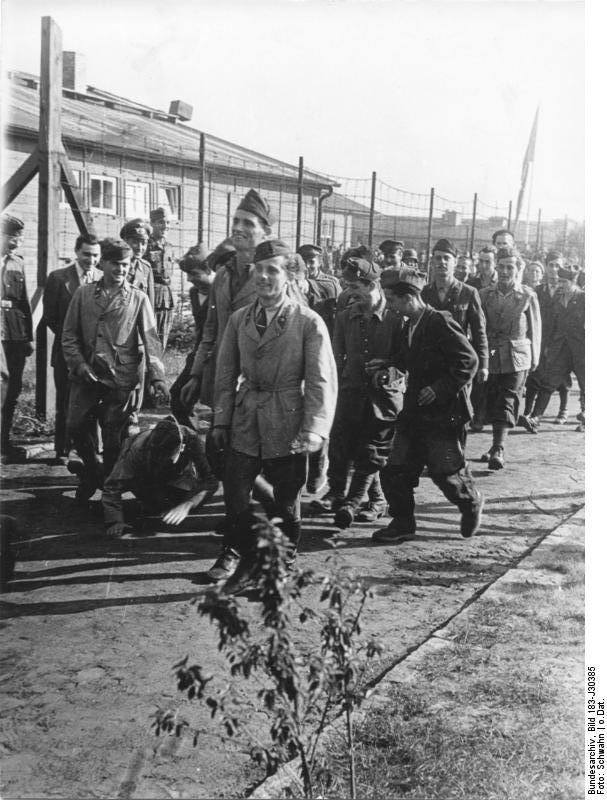
Überführung italienischer Kriegsinternierter aus einem Lager in Berlin in das Zivilarbeitsverhältnis (August 1944). Deutsche Propagandaaufnahme

Mussolini unternahm mehrere Versuche, sich für die Militärinternierten einzusetzen. Dass 600.000 Italiener in deutschen Lagern unter erbärmlichsten Bedingungen Zwangsarbeit leisteten, machte seine Republik von Salò unglaubwürdig, die die deutsch-italienische Allianz aufrechterhielt. Deutschland behandelte die Militärinternierten nicht als Angehörige einer verbündeten Nation, sondern als Kriegsbeute. Hitler stimmte schließlich bei einem Treffen der beiden Diktatoren am 20. Juli 1944, dem Tag des Stauffenberg-Attentats, einem Statuswechsel zu. Die Internierten wurden in zivile Arbeitsverhältnisse (Zivilarbeiter) übernommen, durften aber weiterhin Deutschland nicht verlassen und unterlagen weiter der Kontrolle der Reichsbehörden.
Unternehmen und Betriebe, in denen die italienischen Gefangenen arbeiten mussten, begrüßten die Überführung in den Zivilstatus. Sie konnten nun den Lohn an die Arbeitsleistung koppeln und hatten dadurch größeren Einfluss auf die Leistung der Zwangsarbeiter als vorher. Vor allem aber konnten sie nun mit der Einweisung in ein Arbeitserziehungslager drohen. Für die Internierten war der Zivilstatus mit der Möglichkeit zum Ausgang verbunden, der für das Organisieren von Lebensmitteln wichtig war.
Nach deutschen Informationen der damaligen Zeit sind etwa 45.000 Militärinternierte umgekommen, etwa 20.000 in den Lagern, rund 5.400 im östlichen Operationsgebiet des Heeres, ca. 13.300, die beim Untergang von Gefangenentransportern ums Leben kamen, 6.300 wurden ermordet. Das sind etwa 7,5 Prozent der Gesamtzahl, die tatsächliche Zahl kann zwar nicht mehr festgestellt werden, liegt aber wahrscheinlich höher. Eine im Einzelnen unbekannte Zahl von Militärinternierten starb bei Massakern, die fanatisierte Anhänger des Nationalsozialismus in dessen Endphase inszenierten: in Pothoff, Unterlüß, Liebenau, Hildesheim, Kassel und Treuenbrietzen.

## Juristische Auseinandersetzungen
Nach dem Krieg erhielten Militärinternierte keine Wiedergutmachung, weder in Deutschland noch in Italien. Sie wurden nun wie Kriegsgefangene behandelt, für die – mit Ausnahme der Offiziere – nach Art. 27 Abs. 1 des Genfer Abkommens von 1929 eine allgemeine Arbeitspflicht im Dienst und nach Anweisung der Gewahrsamsmacht bestand und denen keine Entschädigung für die geleistete Arbeit zustand. Das Bundesverfassungsgericht wies im Jahr 2004 eine Verfassungsbeschwerde zurück, die auf Entschädigungszahlungen abzielte.
Das oberste italienische Zivilgericht dagegen, der römische Kassationsgerichtshof, bestätigte 2008 mehrere Entscheidungen untergeordneter Instanzen, wonach den ehemaligen italienischen Soldaten Entschädigungszahlungen des deutschen Staates zustehen. Ihre Verschleppung zur Zwangsarbeit sei ein Verbrechen gegen die Menschlichkeit gewesen. Die deutsche Bundesregierung hingegen beruft sich auf den völkerrechtlichen Grundsatz der Staatenimmunität, wonach Staaten und ihre Amtsträger vor der Gerichtsbarkeit anderer Staaten geschützt seien, und verweist auf einen Betrag von vierzig Millionen D-Mark, der vor über vierzig Jahren von Deutschland an Italien gezahlt wurde.

### Untersuchungen
- Gerhard Schreiber: Militärsklaven im Dritten Reich. In: Wolfgang Michalka (Hrsg.): Der Zweite Weltkrieg. Analysen, Grundzüge, Forschungsbilanz. Im Auftrag des Militärgeschichtlichen Forschungsamtes herausgegeben. Piper, München 1989, ISBN 3-492-10811-3, (Serie Piper 811).
- Gerhard Schreiber: Die italienischen Militärinternierten im deutschen Machtbereich. 1943–1945. Verraten – verachtet – vergessen. Oldenbourg-Verlag, München u. a. 1990, ISBN 3-486-55391-7, (Beiträge zur Militärgeschichte 28).
- Gabriele Hammermann: Zwangsarbeit für den „Verbündeten“. Die Arbeits- und Lebensbedingungen der italienischen Militärinternierten in Deutschland 1943–1945. Niemeyer, Tübingen 2002, ISBN 3-484-82099-3. Zugleich Dissertation Universität Trier, 1995
- Christine Glauning, Andreas Nachama: Zwischen allen Stühlen. Die Geschichte der italienischen Militärinternierten 1943–1945. Berlin, 2016, ISBN 978-3-941772-26-7

### Autobiografische Schriften
- Giuseppe Chiampo: Überleben mit Stift und Papier. Aus dem Tagebuch eines Italienischen Militärinternierten im Zweiten Weltkrieg in Hilkerode/Eichsfeld. Schmerse, Göttingen 2005, ISBN 3-926920-36-X.
- Leonardo Calossi: Anmerkungen zu einer Internierung in Deutschland 1943–1945. Zwangsarbeit am Beispiel eines Italienischen Militärinternierten. Rudolph und Enke, Ebertshausen 2003, ISBN 3-931909-08-5.
- Giovanni R. Frisone, Deborah Smith Frisone (Hrsg.): Dall’Albania al Lager di Fullen. Storia di un pittore internato. Ferruccio Francesco Frisone. Dokumentations- und Informationszentrum Emslandlager, Papenburg 2010, ISBN 978-3-926277-19-0).
  - Giovanni R. Frisone, Deborah Smith Frisone (Hrsg.): Von Albanien ins Stalag VI C, Zweiglager Versen und Fullen. Zeichnungen und Aufzeichnungen des italienischen Militärinternierten Ferruccio Francesco Frisone 1943–1945. Dokumentations- und Informationszentrum Emslandlager, Papenburg 2009, ISBN 978-3-926277-18-3